# Ali Akbar Khan

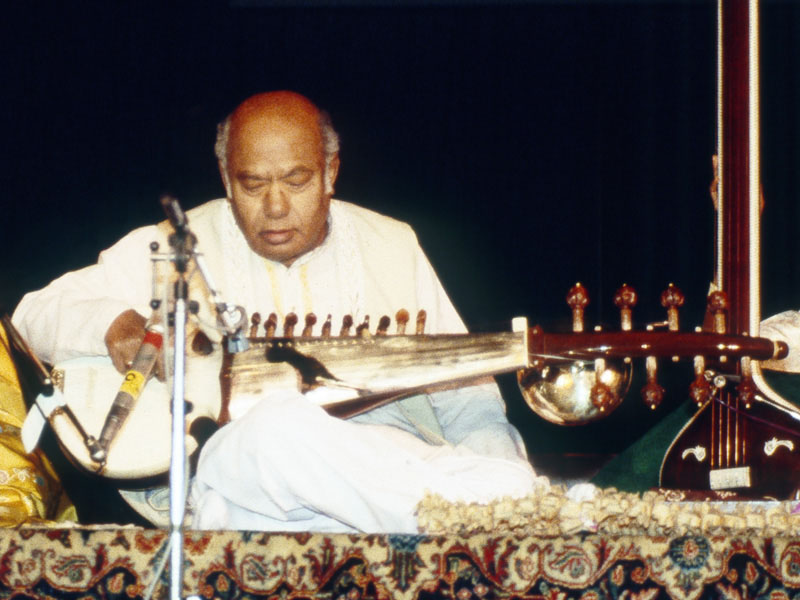
Ali Akbar Khan

Ali Akbar Khan (Shibpur (Comilla, toenmalig Oost-Bengalen, nu Bangladesh), 14 februari of 14 april 1922 -18 juni 2009) was een van de succesvolste Indiase muzikanten. Hij werd gezien als een levende legende in India en werd bewonderd door zowel Westerse als Oosterse muzikanten voor zijn composities en zijn vaardigheid met de sarod.
Padmabushan Ustad Ali Akbar was de zoon van de multi-instrumentalist Padmabibushan Ustad Allauddin Khan, en in feite diens opvolger in de Gharana (school). Ali Akbars zonen Ashish en Dhyanesh zijn beiden ook bekende sarodspelers.
Ali Akbar Khan was de oprichter van de eerste school voor de studie van Noord-Indiase klassieke muziek in het Westen in 1967/68: het Ali Akbar College te San Rafael, Californië.
- Bibsys: 24822
- Biblioteca Nacional de España: XX4813918
- Bibliothèque nationale de France: cb13890627h (data)
- CiNii: DA09285012
- Gemeinsame Normdatei: 124876919
- International Standard Name Identifier: 0000 0001 1487 7055
- Library of Congress Control Number: n83070036
- MusicBrainz: 00fa3579-6b4e-4efc-bd26-03a93302ebdc
- Nationale bibliotheek van Australië: 36049538
- Nationale Bibliotheek van Israël: 987007610475405171
- Nederlandse Thesaurus van Auteursnamen: 074068318
- Réseau des bibliothèques de Suisse occidentale: 02-A013957500
- Istituto Centrale per il Catalogo Unico: MODV597659
- SNAC: w6523zwf
- Système universitaire de documentation: 059710659
- Trove: 1202065
- Virtual International Authority File: 10790870
- WorldCat: E39PBJxhdH9PvvpgHPBpvFPmh3